# Woodbridge (Kalifornia)
Woodbridge – jednostka osadnicza w Stanach Zjednoczonych, w stanie Kalifornia, w hrabstwie San Joaquin.